# Nephrotoma kempfi
Nephrotoma kempfi är en tvåvingeart som beskrevs av Alexander 1976. Nephrotoma kempfi ingår i släktet Nephrotoma och familjen storharkrankar.
Artens utbredningsområde är Nigeria. Inga underarter finns listade i Catalogue of Life.